# Șesuri (okręg Bacău)
Șesuri – wieś w Rumunii, w okręgu Bacău, w gminie Măgirești. W 2011 roku liczyła 470 mieszkańców.